# Walter Steins Bisschop
Walter Herman Jacobus Steins Bisschop (ur. 1 lipca 1810 w Amsterdamie – zm. 7 września 1881 w Sydney) – holenderski duchowny rzymskokatolicki, jezuita, przez wiele lat posługujący w Indiach Brytyjskich, a pod koniec życia w Nowej Zelandii.

## Życiorys
Sakrament święceń przyjął 8 września 1842 jako członek zakonu jezuitów. 18 grudnia 1860 papież Pius IX mianował go wikariuszem apostolskim Bombaju i zarazem biskupem tytularnym ze stolicą Nilopolis. Sakry udzielił mu 29 czerwca 1861 nuncjusz apostolski w Niemczech abp Matteo Eustachio Gonella, późniejszy kardynał. 11 stycznia 1867 został przeniesiony na urząd wikariusza apostolskiego Bengalu Zachodniego i zarazem podniesiony do godności arcybiskupa tytularnego Bostry. Był ojcem soborowym podczas soboru watykańskiego I. W grudniu 1877 zrezygnował z urzędu w Indiach. 23 kwietnia 1879 został biskupem diecezjalnym Auckland w Nowej Zelandii, zachowując tytuł arcybiskupa na zasadzie ad personam. Zmarł we wrześniu 1881, przeżywszy 71 lat.